# Фарум
Фарум — місто на північному сході острова Зеландія на сході Данії, за 20 км на північний захід від Копенгагена. Населення міста становить 20 317 осіб (1 січня 2023 р.). Місто є частиною муніципалітету Фуресе. До 2006 року воно входило до складу муніципалітету Фарум.

## Історія
Фарум існує вже понад 1000 років. Назва Фарум походить від імені батьків-засновників, морських торговців, які мігрували з Бремена, Німеччина. На той час тут був вільний прохід із моря до Фарума. Відтоді він був занесений мулом і заріс землею. Близько 1100 року було побудовано першу кам'яну церкву громади: її частини збереглися в нинішній церкві Фарума. У XIV столітті внаслідок будівництва греблі старий брід було затоплено, і більшу частину транспорту, що прямував до Копенгагена, було переспрямовано до Фіскебека, розташованого на невеликій відстані на південь.
Під час постійних війн зі Швецією у 17 столітті територія зазнала величезних руйнувань.
У 1800 році місто було переведено з лицарського округу Копенгаген в округ Фредеріксборг. Приблизно в цей час економіка району пожвавилася завдяки поновленню обробки родючих сільськогосподарських угідь. Протягом усього XIX століття громада економічно розширювалася. У 1906 році громаду поєднала зі столицею залізниця між Копенгагеном і Сленгерупом: у 1977 році вона стала радіальною гілкою Харесковбанен копенгагенської системи S-Bahn.
На початку 1950-х років населення становило близько 4000 осіб. У 1960-х і 1970-х роках громада перетворилася на приміське місто через свою близькість до Копенгагена, а населення перевищило 10 000. До 1980 року населення перевищило 16 000.

## Фарум останнім часом
Сьогодні Фарум розділений на чотири частини: Західний Фарум, Східний Фарум, Північний Фарум і Центральний Фарум. Східний і Західний Фарум розділені автомагістраллю, яка фактично розділяє місто. Центр (дат. Midtpunktet) — це великий комплекс апартаментів, побудований  оригінальним способом. Третина населення живе в цих кварталах, де мешкає більшість іммігрантів Фарума.
Західний Фарум — це стара частина Фарума, зі старим селом і церквою. Район розрісся з роками, і більшість спортивних об'єктів знаходяться тут. На північ від Західного Фарума лежить високотехнологічна промислова зона.
Зараз місто перебуває під сильним впливом великої кількості іммігрантів, які проживають у ньому. У Мідпойнті розмовляють понад 50 різними мовами. Більшість іммігрантів — турки та вихідці з Близького Сходу. Це дало Фаруму велику кількість іноземних магазинів та екзотичної їжі. В останні роки в місті оселилося багато людей зі Східної Європи.
Фарум також є рідним містом футбольного клубу «Норшелланн», який грає у вищій данській лізі, Данській Суперлізі. Вони грають на стадіоні «Фарум Парк», котрий розташований у Західному районі.
З 1985 по 2002 рік мером Фарума був скандально відомий Пітер Брікстофте. Пізніше Брікстофта звинуватили в корупції та ув'язнили.

## Видатні люди

### Громадські діячі

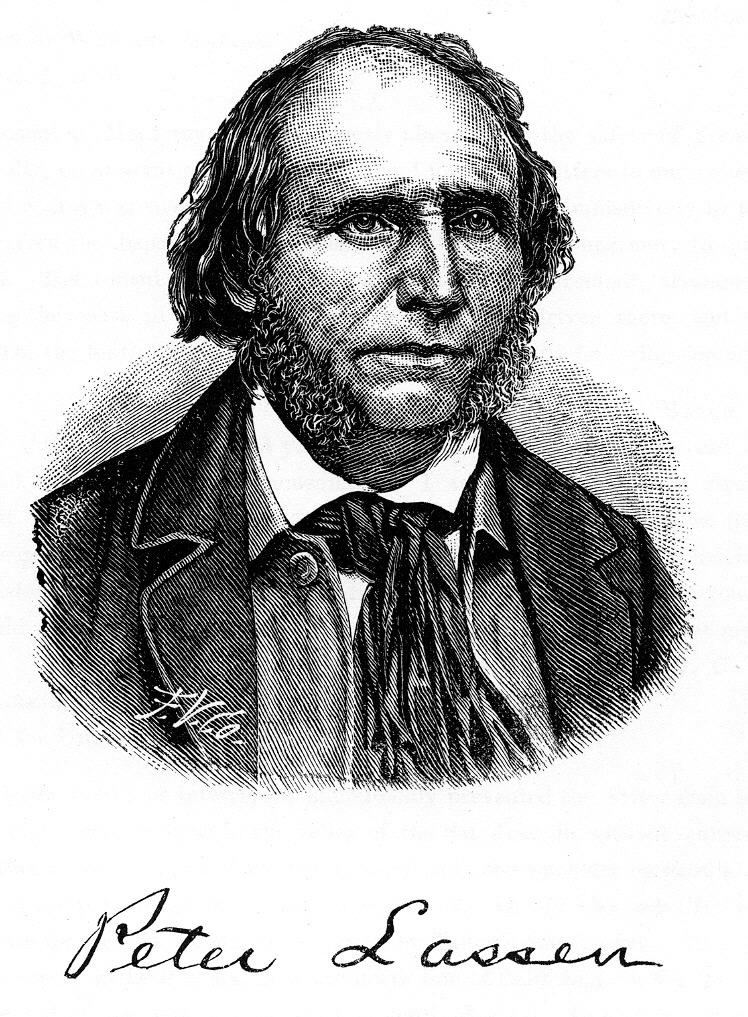
Пітер Лассен, 1882 рік

- Пітер Лассен (1800 у Фарумі — 1859) датсько-американський землероб і старатель
- Пітер Брікстофте (1949—2016 у Фарумі) політик, член Фолькетингу, уряд. Міністр, мер Фаруму, згодом визнаний винним у місцевому шахрайстві та ув'язнений
- Аллан К. Педерсен (1962) данський бізнесмен, власник футбольного клубу «Норшелланн», живе у Фарумі
- Себастьян Єсперсен (1973), генеральний директор і співзасновник цифрової агенції Vertic

### Мистецтво
- Крістін Свейн (1876—1960 у Фарумі), художниця, із групи Художники Фюн і працювала в кубістичному стилі
- Віллі Ратнов (1937—1999 у Фарумі) данський кіноактор[2]
- Крістін Лоренцен (1979) співачка, автор пісень і колишня телеведуча, живе у Фарумі[3]

### Спортсмени

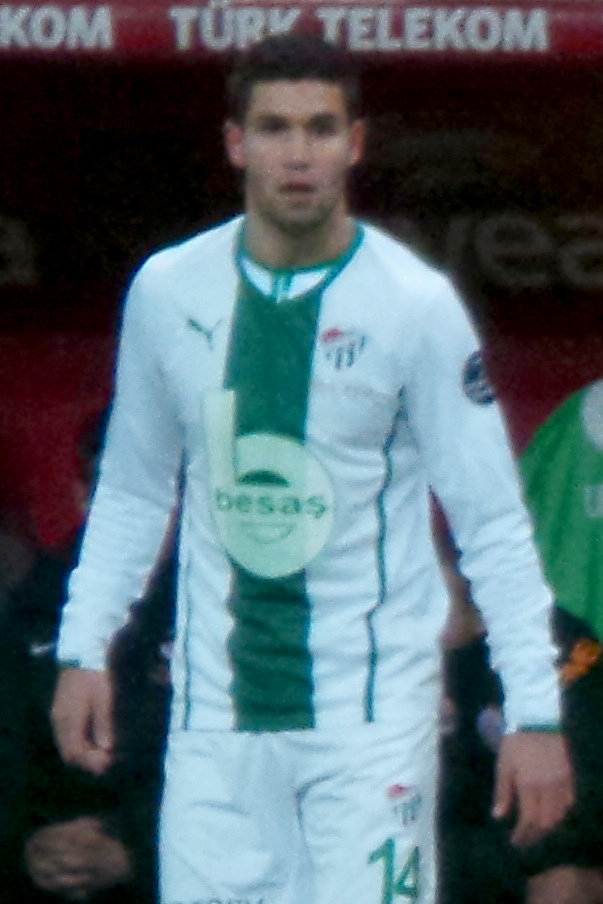
Огуз Хан Айнаоглу, 2014

- Свенд Якобсен (1906—1986 у Фарумі) фехтувальник, учасник літніх Олімпійських ігор 1936 року
- Расмус Нербю (1982) данський тенісист, який закінчив кар'єру, живе у Фарумі
- Єппе Курт (1984) данський футболіст у відставці, провів понад 300 матчів за клуб
- Майк Таллберг (1985), футбольний менеджер і колишній гравець
- Йон Рохауге Руд (1986), плавець, брав участь у літніх Олімпійських іграх 2008 року.
- Огуз Хан Айнаоглу (1992) — турецько-данський футболіст
- Маркус Інгвартсен (1996) — данський футболіст, гравець ФК «Нордшелланд»

## Галерея

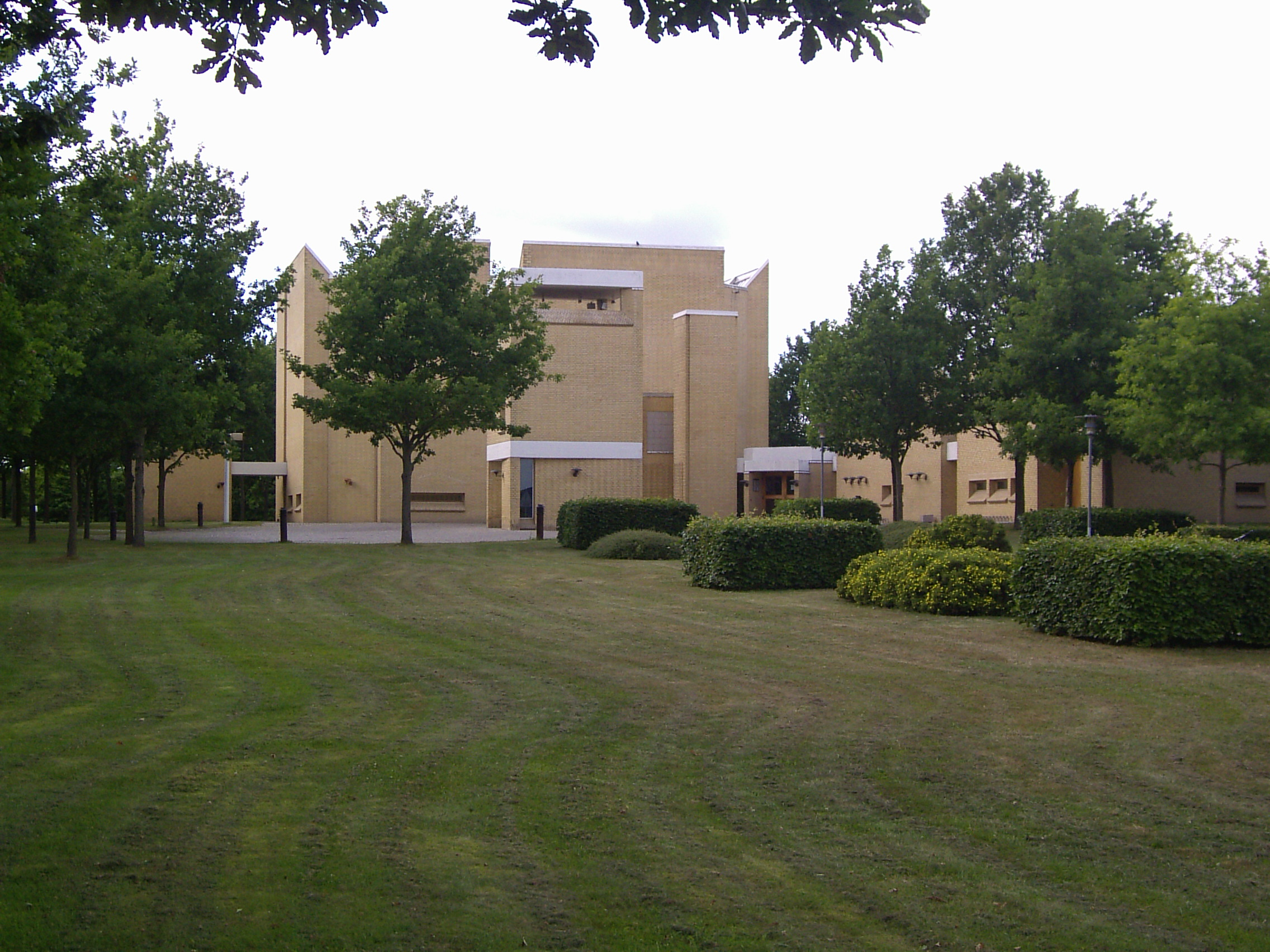
Церква Ставнсхольт зі сходу - здалеку.
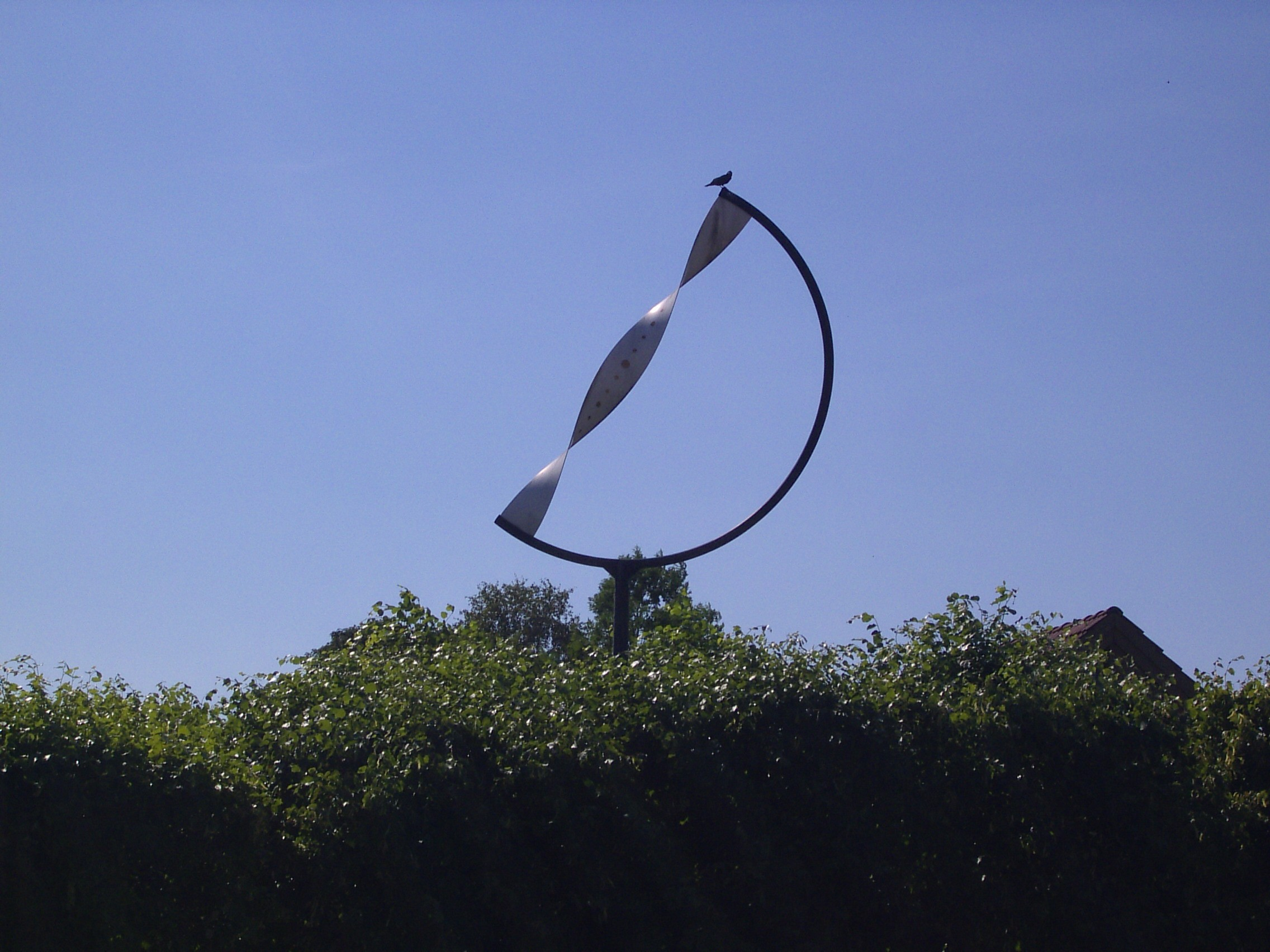
Сонячний годинник Піта Хайна на Вільямс Плейдс у Фарумі, Данія.
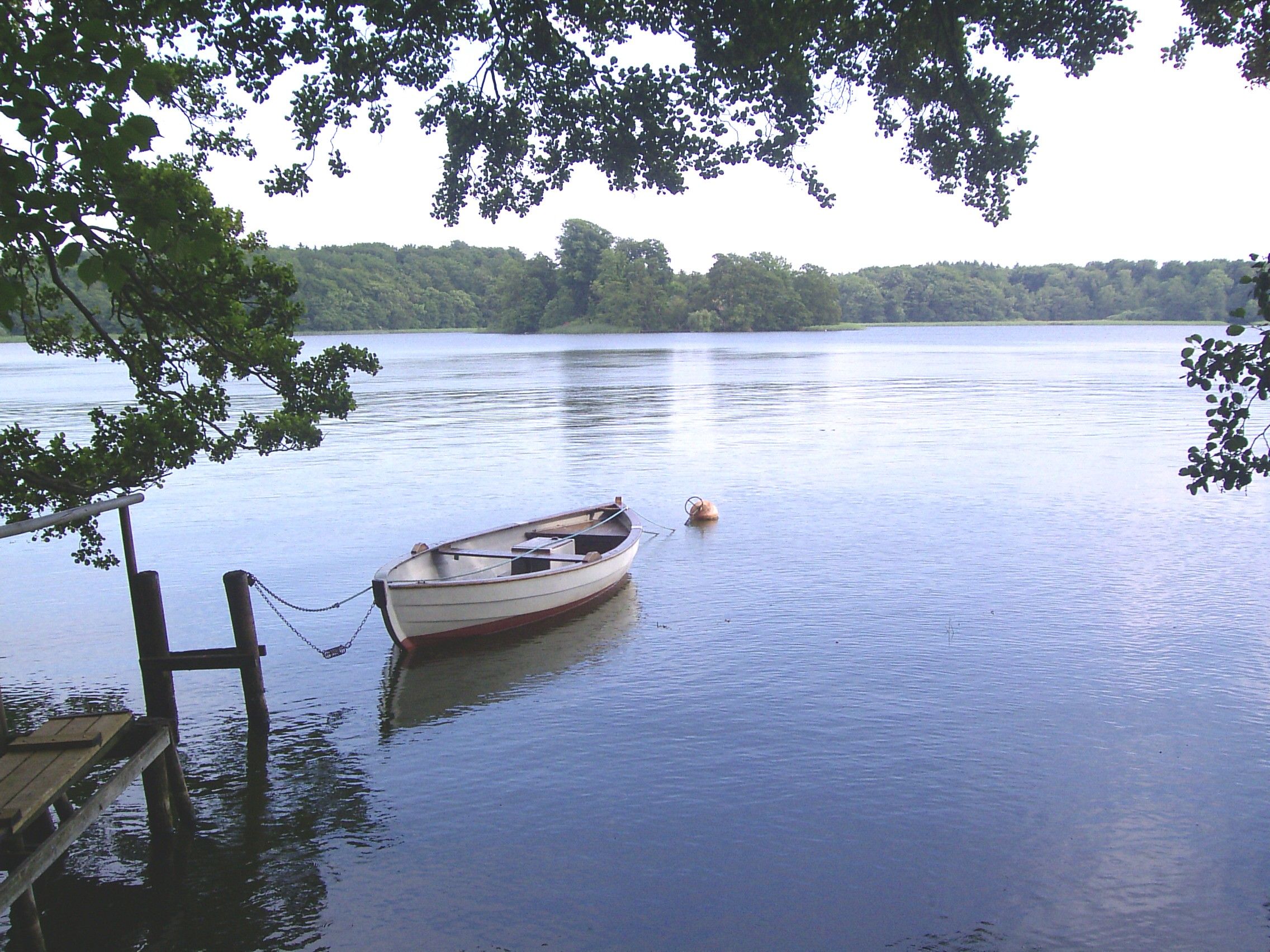
Фарумське озеро з острівцем Клавс Нарс на задньому плані. Вид на південний схід.
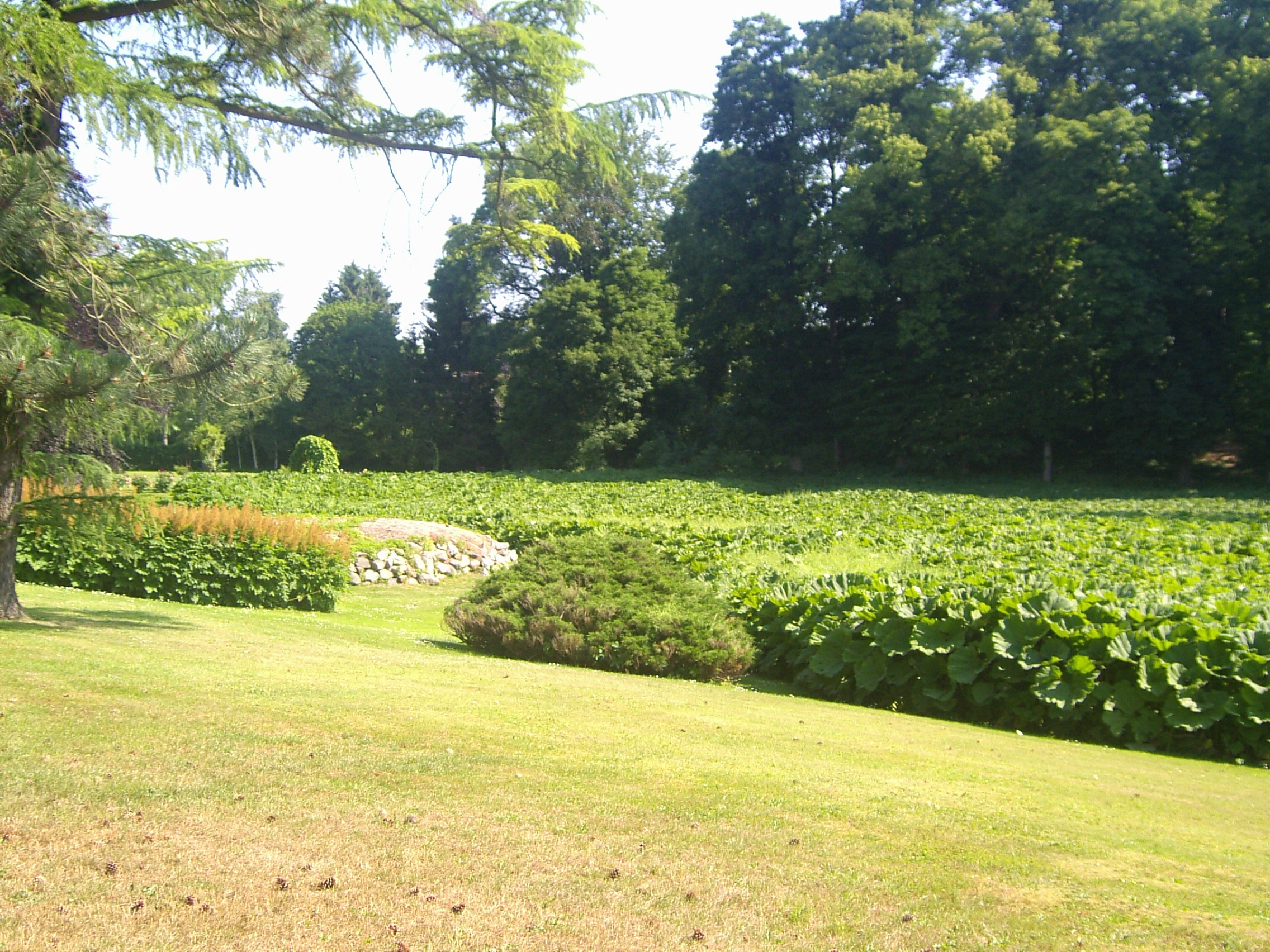
Руїни та колишній рів у Фарумгарді.
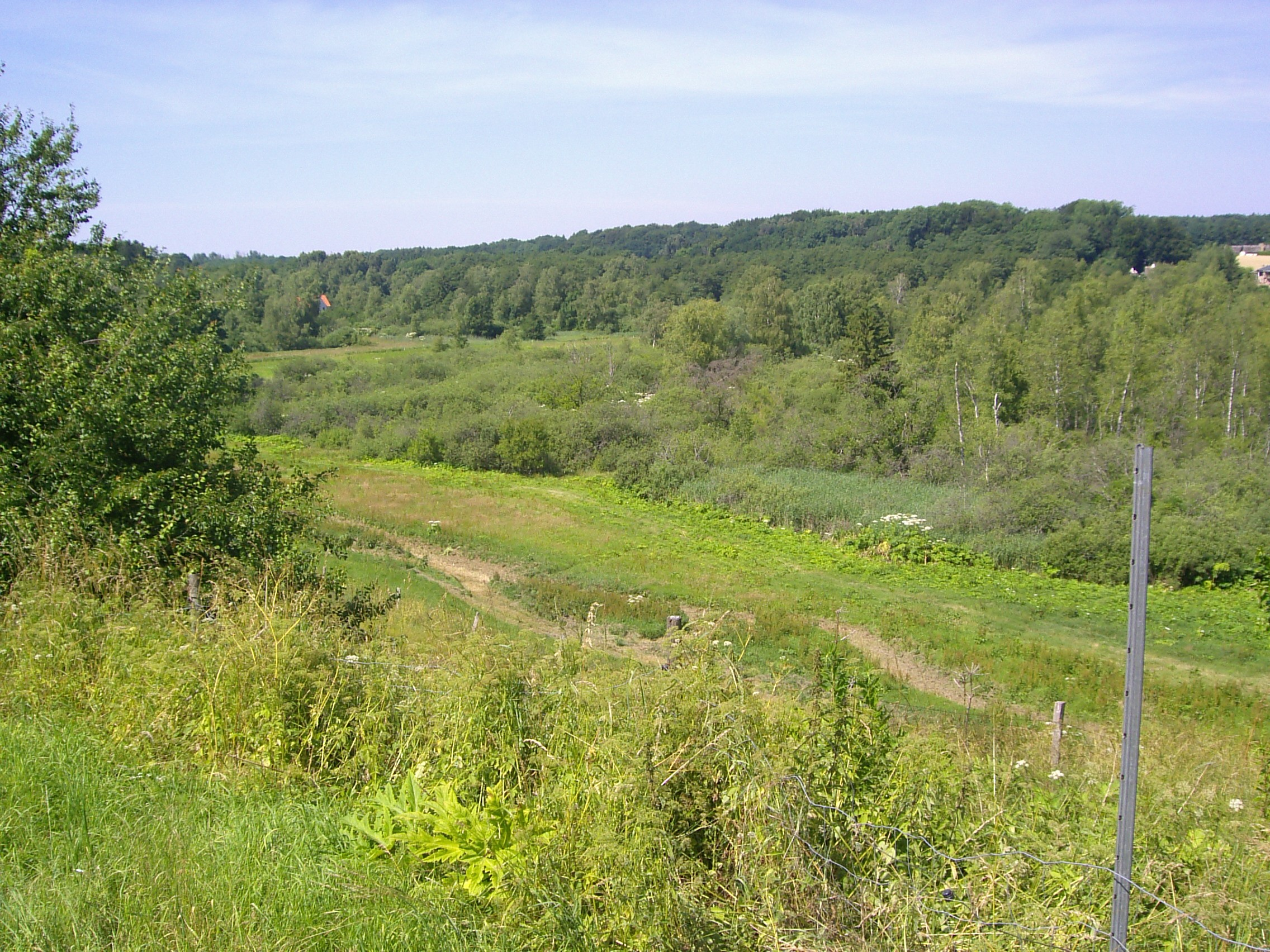
Природний парк Фарум, Mølleådalen. Русло річки з останнього льодовикового періоду. Напрямок на Сланґеруп.